# 1906 en Espagne
Chronologie de l'Espagne
- 1902
- 1903
- 1904
- 1905
- 1906
- 1907
- 1908
- 1909
- 1910

Cet article présente les faits marquants de l'année 1906 en Espagne.

## Décès
- 1er mars : José María de Pereda, écrivain espagnol (° 6 février 1833).
- 12 juillet : Pascual Veiga, compositeur espagnol (° 9 avril 1842).